# Język banjar

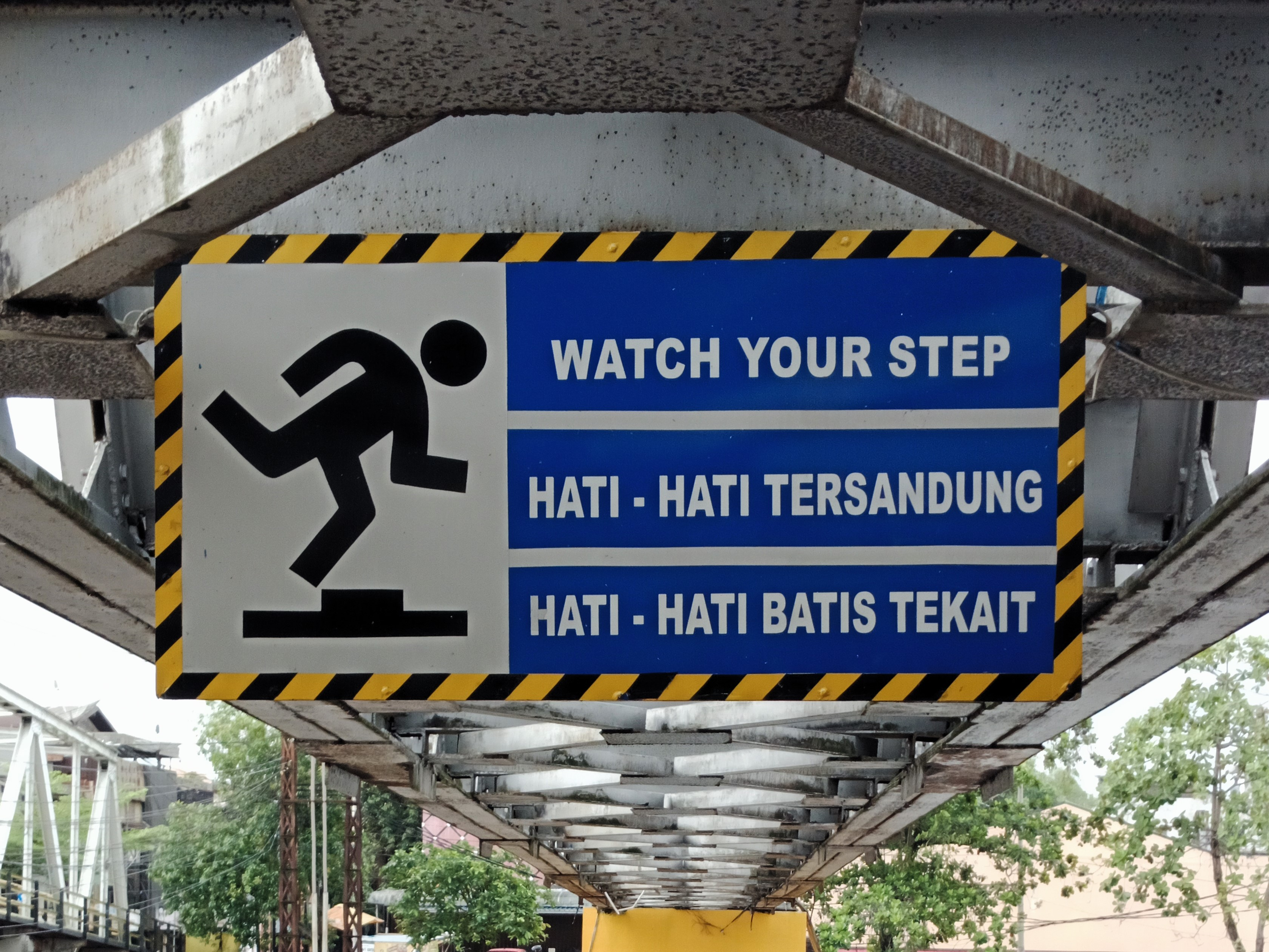
Trójjęzyczna tablica (angielski, indonezyjski i banjar; Banjarmasin)

Język banjar, bandżar (bahasa Banjar) – język austronezyjski używany w południowej i wschodniej części wyspy Borneo (Kalimantan), gdzie służy jako lingua franca. Według danych z 2015 roku posługuje się nim ponad 3,5 mln ludzi. Jest głównym językiem indonezyjskiego ludu Bandżarów. Pewni jego użytkownicy zamieszkują też Sumatrę i Malezję.
Dzieli się na szereg dialektów, m.in. banjar hulu (mający trzy samogłoski) i banjar kuala (mający pięć samogłosek). Obie grupy wchodzą ze sobą w regularny kontakt i rozumieją się wzajemnie. Banjar służy jako język handlowy oraz środek komunikacji międzygrupowej dla Bandżarów i użytkowników języków lokalnych (takich jak ma’anyan czy bakumpai). Ma dużo większy prestiż niż języki barito, które zanikają wskutek jego ekspansji. W użyciu jest również język indonezyjski.
Należy do grupy języków malajskich, według klasyfikacji Ethnologue stanowi część tzw. makrojęzyka malajskiego. Bywa także klasyfikowany jako dialekt języka malajskiego. Leksykostatystycznie nie jest szczególnie bliski ani standardowemu malajskiemu, ani dialektom malajskim z Sumatry (podobnie jak iban, przeważnie uważany za odrębny język).
W odróżnieniu od wielu innych języków malajskich z Borneo nie jest autochtoniczny dla tej wyspy. Przypuszcza się, że rozwinął się w niewielkiej kolonii malajskiej, która została założona za czasów królestwa Śriwidżaja. J.T. Collins (2022) uważa, że jest blisko spokrewniony z odmianami kutai i berau.
Wykazuje silne wpływy słownictwa jawajskiego. W porównaniu do literackiego języka malajskiego cechuje się konserwatywną morfologią.
Jest zapisywany alfabetem łacińskim. Dawniej wykorzystywano pismo jawi.